# Jabes Saralegui
Jabes Esteban Saralegui (General Ramírez, 12 aprile 2003) è un calciatore argentino, centrocampista del Tigre in prestito dal Boca Juniors.

## Caratteristiche tecniche
Gioca come centrocampista centrale.

## Carriera
Saralegui è cresciuto nel settore giovanile del Boca Juniors, con cui ha firmato il primo contratto professionistico l'8 ottobre 2023. Ha debuttato in prima squadra il 25 ottobre seguente, nell'incontro di Copa de la Liga Profesional perso 2-1 contro il Racing Club.

## Statistiche

### Presenze e reti nei club
Statistiche aggiornate al 20 luglio 2025.
| Stagione            | Squadra             | Campionato          | Campionato | Campionato | Coppe nazionali | Coppe nazionali | Coppe nazionali | Coppe continentali | Coppe continentali | Coppe continentali | Altre coppe | Altre coppe | Altre coppe | Totale | Totale |
| Stagione            | Squadra             | Comp                | Pres       | Reti       | Comp            | Pres            | Reti            | Comp               | Pres               | Reti               | Comp        | Pres        | Reti        | Pres   | Reti   |
| ------------------- | ------------------- | ------------------- | ---------- | ---------- | --------------- | --------------- | --------------- | ------------------ | ------------------ | ------------------ | ----------- | ----------- | ----------- | ------ | ------ |
| 2023                | Boca Juniors        | PD                  | -          | -          | CA+CdL          | 0+4             | 0               | CL                 | -                  | -                  | SA+SI       | -           | -           | 4      | 0      |
| 2024                | Boca Juniors        | PD                  | 15         | 1          | CA+CdL          | 2+13            | 0               | CS                 | 8                  | 0                  | -           | -           | -           | 38     | 1      |
| Totale Boca Juniors | Totale Boca Juniors | Totale Boca Juniors | 15         | 1          |                 | 19              | 0               |                    | 8                  | 0                  |             | -           | -           | 42     | 1      |
| 2025                | Tigre               | PD                  | 17         | 2          | CA              | 2               | 0               | -                  | -                  | -                  | -           | -           | -           | 19     | 2      |
| Totale carriera     | Totale carriera     | Totale carriera     | 32         | 3          |                 | 21              | 0               |                    | 8                  | 0                  |             | -           | -           | 61     | 3      |

## Palmarès

### Club

#### Competizioni giovanili
- Coppa Libertadores Under-20: 1

Boca Juniors: 2023
- Coppa Intercontinentale Under-20: 1

Boca Juniors: 2023